# IC 4956
IC 4956 је елиптична галаксија у сазвјежђу Телескоп која се налази на листи објеката дубоког неба у Индекс каталогу.
Деклинација објекта је - 45° 35' 35" а ректасцензија 20h 11m 31,1s. Привидна величина (магнитуда) објекта IC 4956 износи 12,3 а фотографска магнитуда 13,3. IC 4956 је још познат и под ознакама ESO 284-23, A 2011-45, IRAS 20079-4544, PGC 64230.